# صياد وجامع

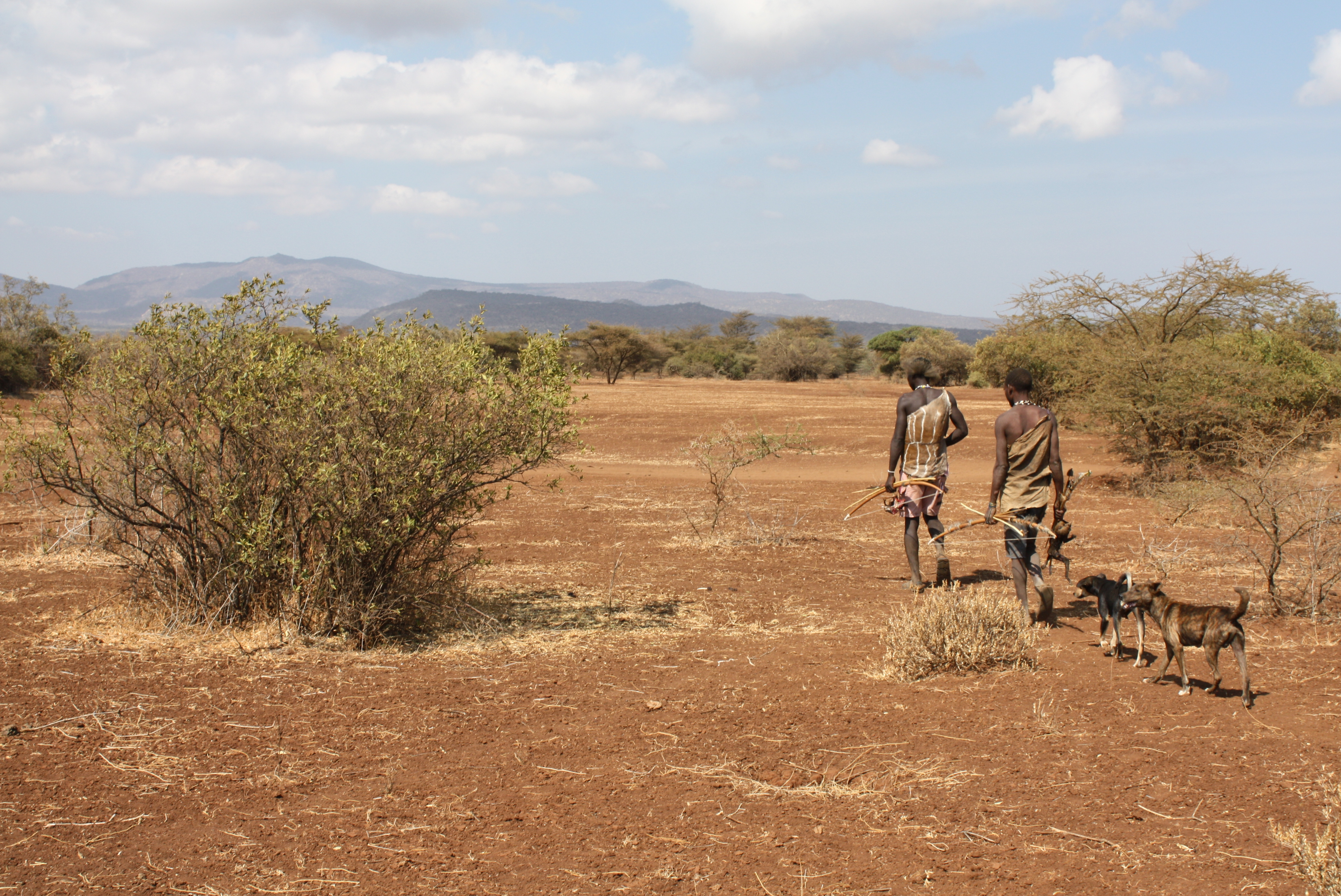
عودة رجلين من هادزا من الصيد. يعتبر شعب الهادزا واحدًا من المجتمعات الإفريقية المعاصرة التي تعيش أساسًا على الصيد.

تعد مجتمعات الصيد والجمع  أو البحث عن القوت واحدًا من المجتمعات التي تحصل على قوتها من جمع النباتات وصيد الحيوانات البرية، وهذا على العكس من المجتمعات الزراعية التي تعول ذاتها بالإعتماد على الأنواع المستأنسة.
وقد كان الصيد وجمع الثمار هو طريقة مورد الرزق السابقة للمجموعات البشرية المسى العصب، وتوضح جميع دراسات الإنسان الحديث أن النموذج السائد كان مجتمع الجمع والالتقاط حتى حوالي 10000 سنة مضت. وقد حل محله بعد ابتكار الزراعة كل من الزراعة أو تربية الماشية في معظم أنحاء العالم. وقد صُنفت القليل فقط من المجتمعات المعاصرة باعتبارها مجتمعات للصيد وجمع الثمار فقد كانت معظم المجتمعات تعيش أيضًا على الزراعة و/أو تربية الماشية كجزء من أنشطتها في البحث عن الطعام.

## معلومات تاريخية
ربما كان يعيش الإنسان البدائي بصورة أساسية على القمامة، وليس على الصيد الفعلي. عاش الإنسان البدائي في العصر الحجري القديم السفلي في مواطن مختلطة سمحت له بجمع المأكولات البحرية والبيض والمكسرات، والفواكه إلى جانب القمامة. ففضلاً عن قتل الحيوانات الكبيرة من أجل الحصول على اللحوم، استخدموا جثث الحيوانات الكبيرة المقتولة من قبل مفترسين آخرين أو جثث الحيوانات التي ماتت عن طريق أسباب طبيعية.
ووفقًا لفرضية استمرار المقاومة والعدو لمسافات طويلة مثلما هو الحال في الصيد المستمر، فمازالت هذه الطريقة تمارس من قبل بعض الجماعات البدائية في العصر الحديث، فمن المرجح أن القوة التطورية الدافعة هي التي أدت إلى تطور بعض الخصائص الإنسانية. (لاحظ أن هذه الفرضية لا تتعارض بالضرورة مع فرضية البحث عن الطعام: ومن الممكن أن تكون كلتا إستراتيجيتي مورد الرزق لا تزالان مستخدمتان - سواء بشكل متتالٍ أو بديل أو حتى فوري.)
وعلى ما يبدو فيعتبر الصيد وجمع الثمار هي إستراتيجية موارد الرزق التي استخدمتها المجتمعات الإنسانية منذ حوالي 1.8 مليون سنة مضت، عن طريق الإنسان المنتصب وكذلك منذ ظهورها من حوالي 0.2 مليون سنة من خلال الإنسان العاقل. وظلت هذه هي الطريقة الوحيدة لموارد الرزق حتى نهاية عصر الميزوليتي منذ حوالي 10000 سنة مضت، وبعد ذلك استبدلت تدريجيًا فقط من خلال انتشار الزراعة في العصر الحجري الحديث.

### جماعات أو مجتمعات
- الباتيك
- بوشمن
- شعب سيمبا
- كرو-ماغنون
- شعب الهادزا
- الإنسان المنتصب
- الأستراليون الأصليون
- الإسكيمو
- إنسان فلوريس
- شعب مبوتي
- نياندرتال
- نوكاك-ماكو
- بيراها
- شعب بيغمي
- ساموا
- سيتيليزي
- شعب سبينفيكس
- القبائل المنقطعة
- يوبيك

### الحركات الاجتماعية
- الأناركية البدائية، التي تناضل من أجل إلغاء الحضارة والعودة إلى الحياة البرية.
- فريجانيزم يتضمن جمع الطعام (وفي بعض الأحيان المواد الأخرى) في سياق بيئة حضرية أو شبه حضرية.
- التقاط فضلات الحصاد يتضمن جمع الطعام الذي تركة المزارعون التقليديون خلفهم في حقولهم.
- حمية العصر الحجري، هي التي تسعى من أجل تحقيق نظام غذائي مماثل للجماعات البدائية.
- الحياة على نمط العصر الحجري، هو النمط الذي يعمل على توسيع حمية العصر الحجري لعناصر أخرى من طرق الحياة البدائية، مثل الانتقال والاتصال بالطبيعة.